# Brock Marion
Brock Elliot Marion (* 11. Juni 1970 in Bakersfield, Kalifornien) ist ein ehemaliger US-amerikanischer American-Football-Spieler. Er spielte auf der Position Safety in der National Football League (NFL).

## College
Marion kommt aus einer footballbegeisterten Familie. Sein Vater spielte als Profi bei den Pittsburgh Steelers. An der High School spielte er neben Football auch Basketball. Am College spielte er zunächst als Cornerback bei den Nevada Wolf Pack der Mannschaft der University of Nevada in Reno. Während seines vier Jahre dauernden Studiums von 1989 bis 1992 spielte er permanent in der Stammformation. In dieser Zeit gewann die Mannschaft aus Nevada dreimal den Divisionstitel. Ihm selbst gelangen 13 Interceptions, 44 Pässe des gegnerischen Quarterbacks konnte er abwehren. In seiner aktiven Zeit am College war er der beste Spieler der eigenen Rückraumverteidiger seiner Mannschaft. 1992 wurde er zum Strong Safety umgeschult, sein Abwehrspiel verlor aber nichts von seiner Dominanz.

## Profizeit
1993 wurde er von den Dallas Cowboys einem Team der NFL an der 196. Stelle in der siebten Runde der NFL Draft 1993 gewählt. Die relative späte Wahl durch die Dallas Cowboys machte zunächst wenig Hoffnung auf eine erfolgreiche Profikarriere. Das Team der Cowboys war mit zahlreichen Stars, wie Troy Aikman, Emmitt Smith oder Jay Novacek gespickt. In den ersten beiden Jahren wurde er daher überwiegend als Ersatzspieler eingesetzt. 1993 gewannen die Cowboys den Super Bowl. Im Super Bowl XXVIII erhielt er aber gegen die Buffalo Bills nur wenig Einsatzzeit. Erst im Jahr 1995 konnte er sich zum Stammspieler entwickeln und bildete zusammen mit Darren Woodson das Safetygespann in der Cowboys Rückraumverteidigung. Die Mannschaft aus Dallas gewann mit ihm 1995 den Super Bowl XXX gegen die Pittsburgh Steelers mit 27:17. Marion konnte gegen Quarterback Neil O’Donnell eine Interception erzielen.
1996 brach sich Marion das linke Schulterblatt und musste einen Teil der Saison aussetzen. 1998 wechselte er dann als Free Agent zu den Miami Dolphins. Die Cowboys waren aufgrund des Salary Caps nicht mehr in der Lage Marion angemessen zu bezahlen, woraufhin er das Angebot der Dolphins wahrnahm, wo bereits der frühere Head Coach der Cowboys, Jimmy Johnson, unter Vertrag und großes Interesse daran hatte Marion für die Abwehr der Dolphins zu verpflichten. Während sich die persönlichen Leistungen von Marion in Miami nochmals deutlich steigerte, blieb die Mannschaft aus Florida hinter den Erwartungen zurück. Obwohl in der regular Season regelmäßig mehr Spiele gewonnen als verloren wurden, gelang den Dolphins der Einzug in einen Super Bowl nicht. 2004 unterschrieb Marion einen Vierjahresvertrag bei den Detroit Lions wurde aber nach einer Saison entlassen. Während seiner 12 Jahre in der NFL gelangen ihm in 182 Spielen während der regular Season 31 Interceptions und 676 Tackle. Drei abgefangene Bälle konnte er zu Touchdowns in die gegnerische Endzone zurücktragen.

## Ehrungen
Marion spielte insgesamt dreimal im Pro Bowl, dem Saisonabschlussspiel der besten Footballspieler einer Saison.

## Soziales Engagement
Bereits während seiner aktiven Zeit war Marion sozial sehr engagiert. Er gründete die Brock Marion Foundation, die unterprivilegierten Menschen ein Weiterkommen ermöglicht. Ferner ist er beteiligt an einer Stiftung, die Gelder für die Behandlung von Mukoviszidose Patienten sammelt. Zusammen mit seinen Mitspielern bei den Dolphins ermöglichte er unterprivilegierten Kindern den Besuch der Dolphins Spiele. Er selbst spendete für jeden von ihm erzielten Tackle 75.- US-Dollar an eine wohltätige Einrichtung.

## Nach der Karriere
Marion ist verheiratet und hat sechs Kinder. Sein Cousin Shawn Marion spielt Basketball bei den Toronto Raptors.

## Quelle
- Jens Plassmann: NFL – American Football. Das Spiel, die Stars, die Stories (= Rororo 9445 rororo Sport). Rowohlt, Reinbek bei Hamburg 1995, ISBN 3-499-19445-7.

| Personendaten    | Personendaten                               |
| ---------------- | ------------------------------------------- |
| NAME             | Marion, Brock                               |
| ALTERNATIVNAMEN  | Marion, Brock Elliot (vollständiger Name)   |
| KURZBESCHREIBUNG | US-amerikanischer American-Football-Spieler |
| GEBURTSDATUM     | 11. Juni 1970                               |
| GEBURTSORT       | Bakersfield, Kalifornien, USA               |